# Macrosiphoniella turanica
Macrosiphoniella turanica är en insektsart. Macrosiphoniella turanica ingår i släktet Macrosiphoniella och familjen långrörsbladlöss. Inga underarter finns listade i Catalogue of Life.